# خالد عبد الله الصقعبي
خالد عبد الله الصقعبي،(11 سبتمبر 1943 -) ممثل كويتي.

## أعماله[1]

### تمثيل
- الوريث
- إبراهيم الثالث
- ذئاب لا تاكل اللحم
- حاجز الوهم
- سكانه مرته
- مضحك الخليفة أبو دلامة
- لعبة القدر
- اشواك الربيع

### الإخراج
- الصبح يبقى
- الحق الضائع
- الجنون فنون

## وصلات خارجية
- خالد عبد الله الصقعبي على موقع قاعدة بيانات الأفلام العربية